# سميع (ماهلية)

تعديل مصدري - تعديل

سميع هي إحدى قرى عزلة القرش ال احمد بمديرية ماهلية التابعة لمحافظة مأرب، بلغ تعداد سكانها 91 نسمة حسب تعداد اليمن لعام 2004.